# رهبر (فیلم ۱۹۶۴)
رهبر (به انگلیسی: Leader) فیلمی هندی محصول سال ۱۹۶۴ و به کارگردانی رام موکرجی است. در این فیلم بازیگرانی همچون دیلیپ کومار، ویجینتی مالا، جایانت، نظیر حسین، لیلا میشارا و موتیلال ایفای نقش کرده‌اند.